# تولتيرودين
يُباع تولتيرودين تحت الاسم التجاري ديترول وغيره، هو دواء يُستخدم لعلاج كثرة التبول، أو تبول لاإرادي،  أو إلحاح التبول. تظهر التأثيرات في غضون ساعة. يؤخذ عن طريق الفم.

## دوره
يلعب هذا الدواء دورًا في علاج الأمراض كونه:
- مضاد مسكاريني